# David Banner

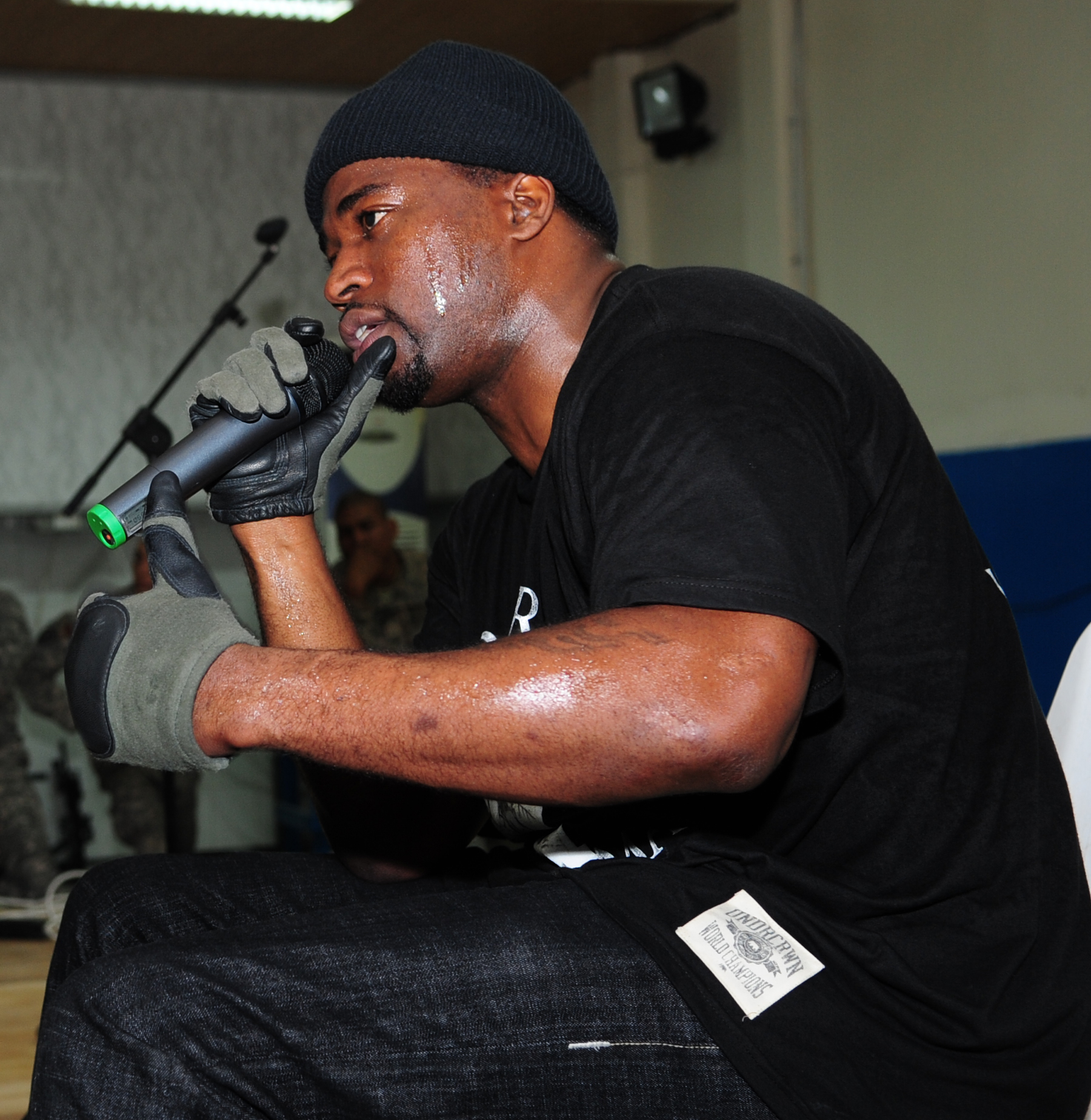
David Banner im Irak (2009)

David Banner (* 11. April 1974 in Jackson, Mississippi; eigentlicher Name Lavell Crump) ist ein US-amerikanischer Rapper, Musikproduzent und Vertreter des „Down South“.

## Werdegang

### Kindheit und Anfang der Karriere
Früh identifizierte sich Banner mit Hip-Hop und im Alter von 12 Jahren fing er zu rappen an, nachdem er von einem Cousin verschiedene Hiphop-Platten bekommen hatte. Später kam er in Berührung mit der Produktion von Hip-Hop und dann besuchte er die Highschool in Jackson. Inspiriert davon, dass Leonardo DiCaprio das College verlassen hatte, um Schauspieler zu werden, verließ Banner auch seine Schule, um Rapper zu werden, und gründete das Rapduo Crooked Lettaz. Das Duo bekam einen Vertrag bei Penalty Records. Bei dem Label erschien auch sein Debütalbum Them Firewater Boyz, Vol. 1, das sich etwa 10.000 mal verkaufen konnte. In dieser Zeit erreichte er erste Bekanntheit durch einen Beef mit dem Wu-Tang Clan. Nach der Produktion des Songs Thug Holiday für den Rapper Trick Daddy erhielt er dann einen Plattenvertrag bei Universal.

### 2002–2004: Durchbruch
2003 erschien die Single Like A Pimp (die auch auf dem Soundtrack zu 2 Fast 2 Furious enthalten war) und schaffte es bis unter die ersten 50 der Single-Charts in den USA. Das Album Mississippi – The Album stieg auf Platz 9 der Billboard 200 ein. Sein Durchbruch als Produzent gelang ihm 2003 mit der Produktion der Top-40-Single Rubberband Man des Rappers T.I.

### Bis heute: Weitere Erfolge
Im Anschluss an die Veröffentlichung von MTA2: Baptized in Dirty Water hatte er seine einzige Top-10-Single Play, die voll von sexuellen Anspielungen ist. Sie wurde von der RIAA mit einer Goldenen Schallplatte ausgezeichnet. Außerdem gründete er sein eigenes Label Big Face Entertainment und engagierte sich auch stark für die Opfer der Hurrikan-Katrina-Katastrophe.
Zudem trat er vor dem amerikanischen Kongress auf und setzte sich gegen Rassismus über die Medien ein.
2008 landete die Single Get Like Me in den amerikanischen Top 20 und das Album The Greatest Story Ever Told stieg in den Top 10 ein. Auf dem Album sind Gastauftritte u. a. von Yung Joc, Snoop Dogg, Akon, Lil Wayne und Chris Brown. Des Weiteren war er 2007 und 2008 mehrmals in Filmen oder Serien zu sehen.

## Sonstiges
- als Produzent war David Banner unter anderem für Chingy, Nelly, Lil Wayne und T.I. tätig.
- der Künstlername stammt aus der Fernsehserie 'Hulk'.

## Diskografie

### Studioalben
| Jahr | Titel                         | Höchstplatzierung, Gesamtwochen, AuszeichnungChartsChartplatzierungen (Jahr, Titel, Platzierungen, Wochen, Auszeichnungen, Anmerkungen) | Anmerkungen                              |
| Jahr | Titel                         | US | Anmerkungen                              |
| ---- | ----------------------------- | --- | ---------------------------------------- |
| 2003 | Mississippi: The Album        | US9 (22 Wo.)US | Erstveröffentlichung: 20. Mai 2003       |
| 2003 | MTA2: Baptized in Dirty Water | US69 (14 Wo.)US | Erstveröffentlichung: 23. Dezember 2003  |
| 2005 | Certified                     | US6 (8 Wo.)US | Erstveröffentlichung: 20. September 2005 |
| 2008 | The Greatest Story Ever Told  | US8 (14 Wo.)US | Erstveröffentlichung: 15. Juli 2008      |
| 2017 | The God Box                   | US76 (1 Wo.)US | Erstveröffentlichung: 17. Februar 2017   |

### Mixtapes
- 2000: Them Firewater Boyz, Vol. 1
- 2003: Undaground, Vol. 1
- 2007: The Hustlers Guide
- 2010: Death of a Pop Star (mit 9th Wonder)
- 2012: Sex, Drugs & Video Games
- 2016: Before the Box

### Singles
| Jahr | Titel Album                              | Höchstplatzierung, Gesamtwochen, AuszeichnungChartplatzierungen (Jahr, Titel, Album, Platzierungen, Wochen, Auszeichnungen, Anmerkungen) | Höchstplatzierung, Gesamtwochen, AuszeichnungChartplatzierungen (Jahr, Titel, Album, Platzierungen, Wochen, Auszeichnungen, Anmerkungen) | Anmerkungen                                                       |
| Jahr | Titel Album                              | UK | US | Anmerkungen                                                       |
| ---- | ---------------------------------------- | --- | --- | ----------------------------------------------------------------- |
| 2003 | Like a Pimp Mississippi: The Album       | — | US48 (20 Wo.)US | Erstveröffentlichung: April 2003 feat. Lil’ Flip                  |
| 2004 | Tear It Up The Dirtiest Thirstiest       | — | US76 (13 Wo.)US | Erstveröffentlichung: 6. April 2004 mit Yung Wun, Lil’ Flip & DMX |
| 2005 | Play Certified                           | UK96 (1 Wo.)UK | US7 Gold · (20 Wo.)US | Erstveröffentlichung: 7. Juli 2005                                |
| 2008 | Get Like Me The Greatest Story Ever Told | — | US16 (21 Wo.)US | Erstveröffentlichung: 12. März 2008 feat. Chris Brown             |

Weitere Singles
- 2003: Cadillac on 22’s
- 2004: Crank It Up (feat. Static)
- 2004: Ain’t Got Nothing (feat. Lil Boosie & Magic)
- 2005: Touching (feat. Jazze Pha)
- 2007: 9mm (feat. Akon, Lil Wayne & Snoop Dogg)
- 2008: Shawty Say (feat. Lil Wayne)
- 2010: Slow Down (feat. 9th Wonder & Heather Victoria)
- 2010: Be with You (feat. 9th Wonder, Marsha Ambrosius & Ludacris)
- 2011: Yao Ming (feat. 2 Chainz & ASAP Rocky)
- 2011: Swag
- 2012: Amazing (feat. Chris Brown)
- 2015: My Uzi (feat. Big K.R.I.T.)
- 2015: Marry Me (feat. Rudy Currence)

## Filmografie (Auswahl)
- 2006: Black Snake Moan als Tehronne
- 2010: The Experiment als Bosch
- 2013: Der Butler als Earl Gaines
- 2014: Flug 7500 – Sie sind nicht allein (Flight 7500) als Tom Anders